# Брэдли, Чарльз
Чарльз Эдвард Брэдли (англ. Charles Edward Bradley; 5 ноября 1948 — 23 сентября 2017) — американский соул-певец.

## Биография
Родился 5 ноября 1948 года в Гейнсвилле. С восьмимесячного возраста воспитывался бабушкой.
В 1962 году его сестра отвела юного Чарли на концерт Джеймса Брауна в легендарный театр «Аполло».  Брэдли был настолько впечатлён увиденным, что стал поклонником артиста и  всячески подражал ему.
Когда ему было четырнадцать лет, Брэдли сбежал из дома и более двух лет скитался по подвалам и вагонам метро. Более десяти лет работал поваром, после чего отправился в музыкальное путешествие по стране, выступая под именами «Кричащий орёл соула», «Черный бархат» и даже Джеймс Браун-младший. В 1994 году он вернулся в Бруклин после звонка  матери.
Несколько лет он выступал в клубах как двойник  или подражатель  Джеймса Брауна. Настоящая известность пришла к Чарльзу Брэдли лишь в 2011 году с выходом альбома «Нет времени для сновидений», где он по-настоящему раскрылся как самостоятельная творческая единица.

## Смерть
Ушёл из жизни в Бруклине 23 сентября 2017 года. Причиной смерти стала гепатоцеллюлярная карцинома.

## Дискография
| Год  | Альбом               | Лейбл                                     |
| ---- | -------------------- | ----------------------------------------- |
| 2011 | No Time for Dreaming | Daptone Records DAP-021 / Dunham DUN-1001 |
| 2013 | Victim of Love       | Daptone Records DAP-031 / Dunham DUN-1004 |
| 2016 | Changes              | Daptone Records DAP-041 / Dunham DUN-1005 |